# Michael Gwisdek
Michael Gwisdek (Berlim, 14 de janeiro de 1942 – 22 de setembro de 2020) foi um ator e cineasta alemão. Ganhou o Urso de Prata de melhor ator no 49º Festival Internacional de Cinema de Berlim, por seu papel no filme Nachtgestalten.
Morreu em 22 de setembro de 2020, aos 78 anos.

## Filmografia parcial
- Jadup and Boel (1980)
- Woman Doctors (1984)
- Just for Horror (1987- produtor)
- Treffen in Travers (1988 - diretor)
- Pestalozzi's Mountain (1989)
- Coming Out (1989)
- Herzlich willkommen (1990)
- Walerjan Wrobel's Homesickness (1991)
- The Tango Player (1991)
- Sieben Monde (1998)
- The Big Mambo (1998 - directed)
- Nightshapes (1999)
- Vaya con Dios (2002)
- Good Bye, Lenin! (2003)
- Herr Lehmann (2003)
- Speer und Er (2005)
- Pornorama (2007)
- Das Wunder von Berlin (2008)
- Boxhagener Platz (2010)
- A Coffee In Berlin (2012)